# 四教派区

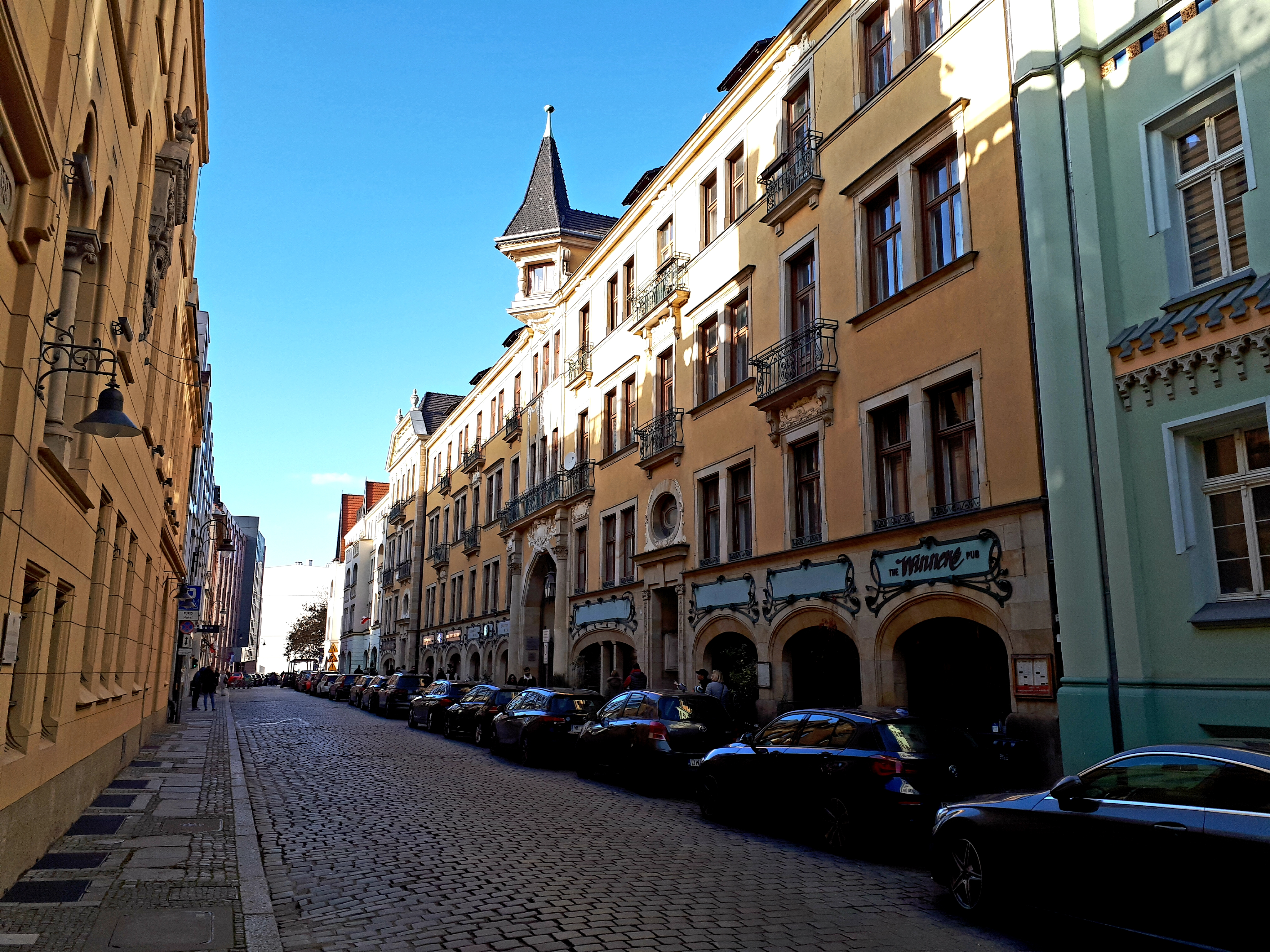
Pawła Włodkowica Street

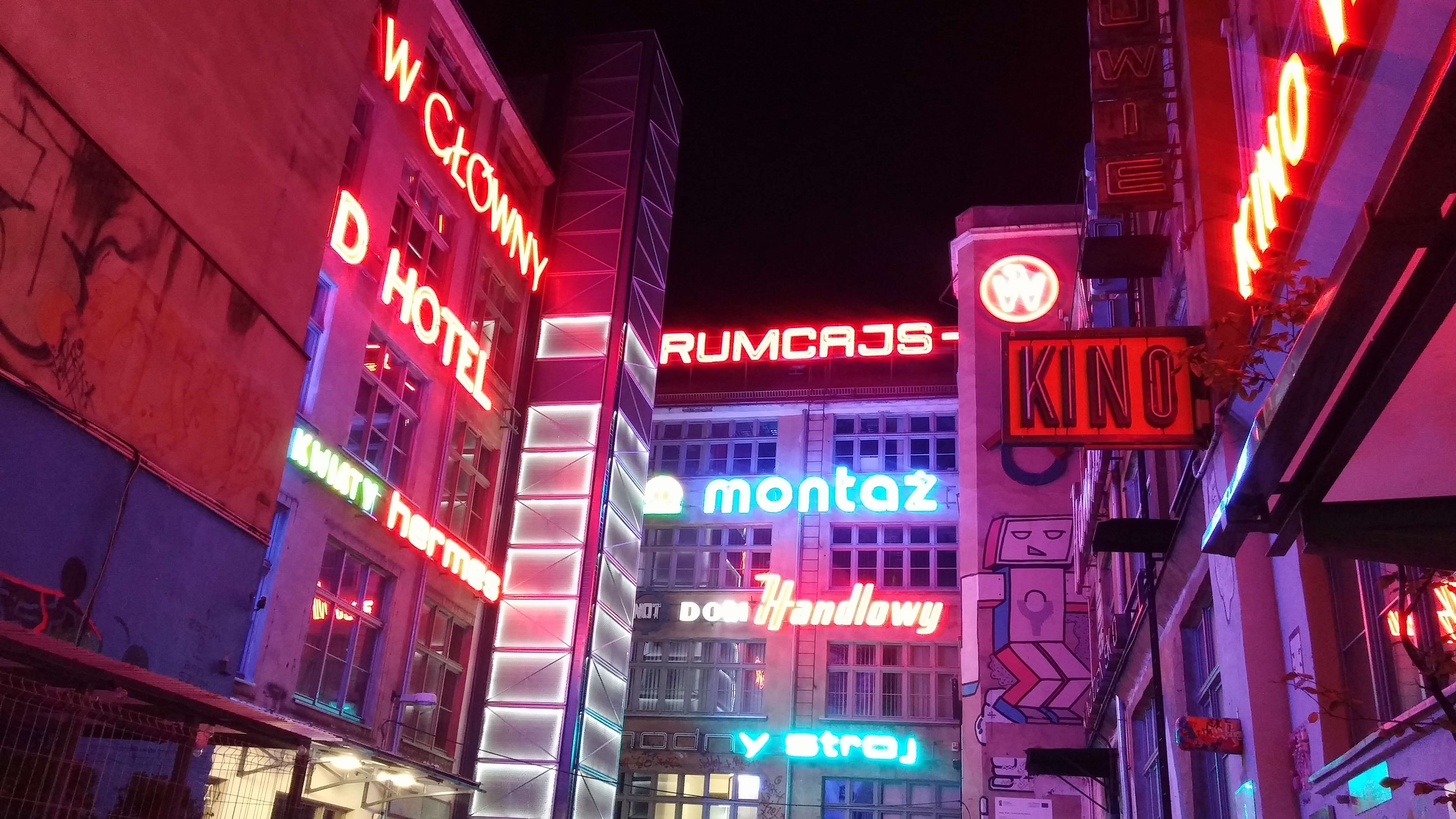
Neon Gallery between Św. Antoniego and Ruska streets

四教派区是波兰弗罗茨瓦夫旧城的一个区域，介于四条街道之间（Kazimierza Wielkiego, Sw. Antoniego, Pawła Włodkowica 、Sw. Mikolaja ）。 这个名称自 1995 年起在基督教神职人员（天主教、东正教、新教）的倡议下开始使用。

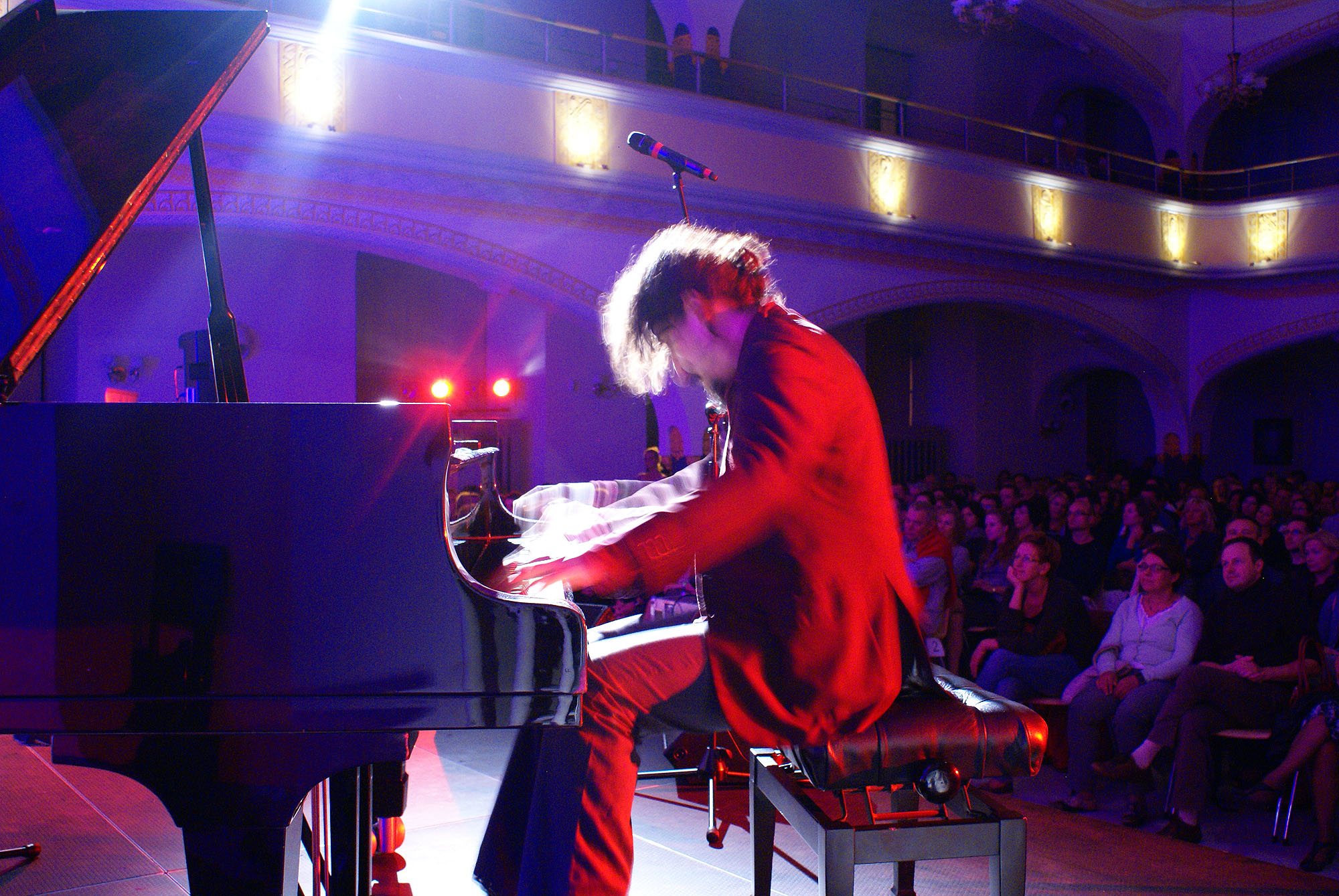
在犹太会堂举行的钢琴音乐会，2011年

这并不是一个法律意义上的地区。

## 景点和文化
在这个地区，有四个不同教派的宗教场所。 它们是：
1. 东正教圣母圣诞主教座堂
2. 罗马天主教圣安多尼堂（Church of St. Anthony of Padua）
3. 新教天命堂（Divine Providence）
4. 白鹳犹太会堂

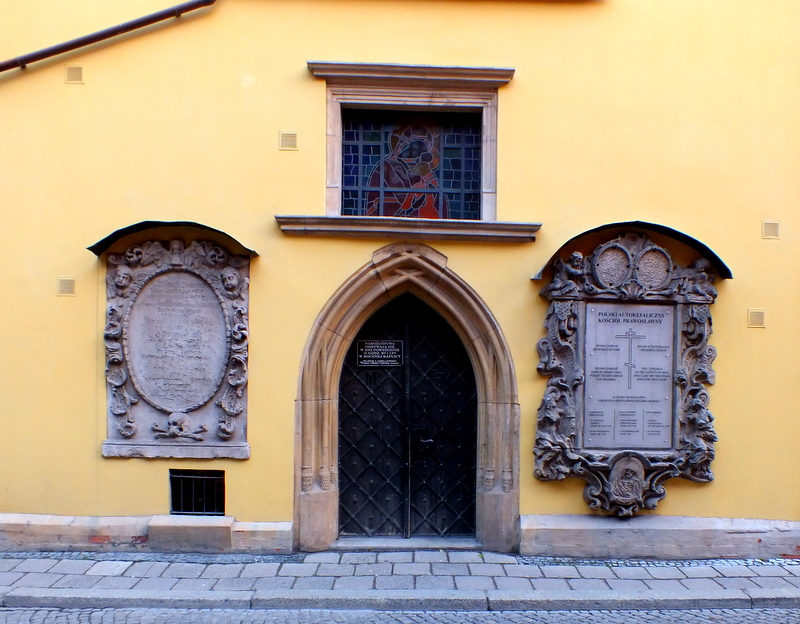
东正教堂
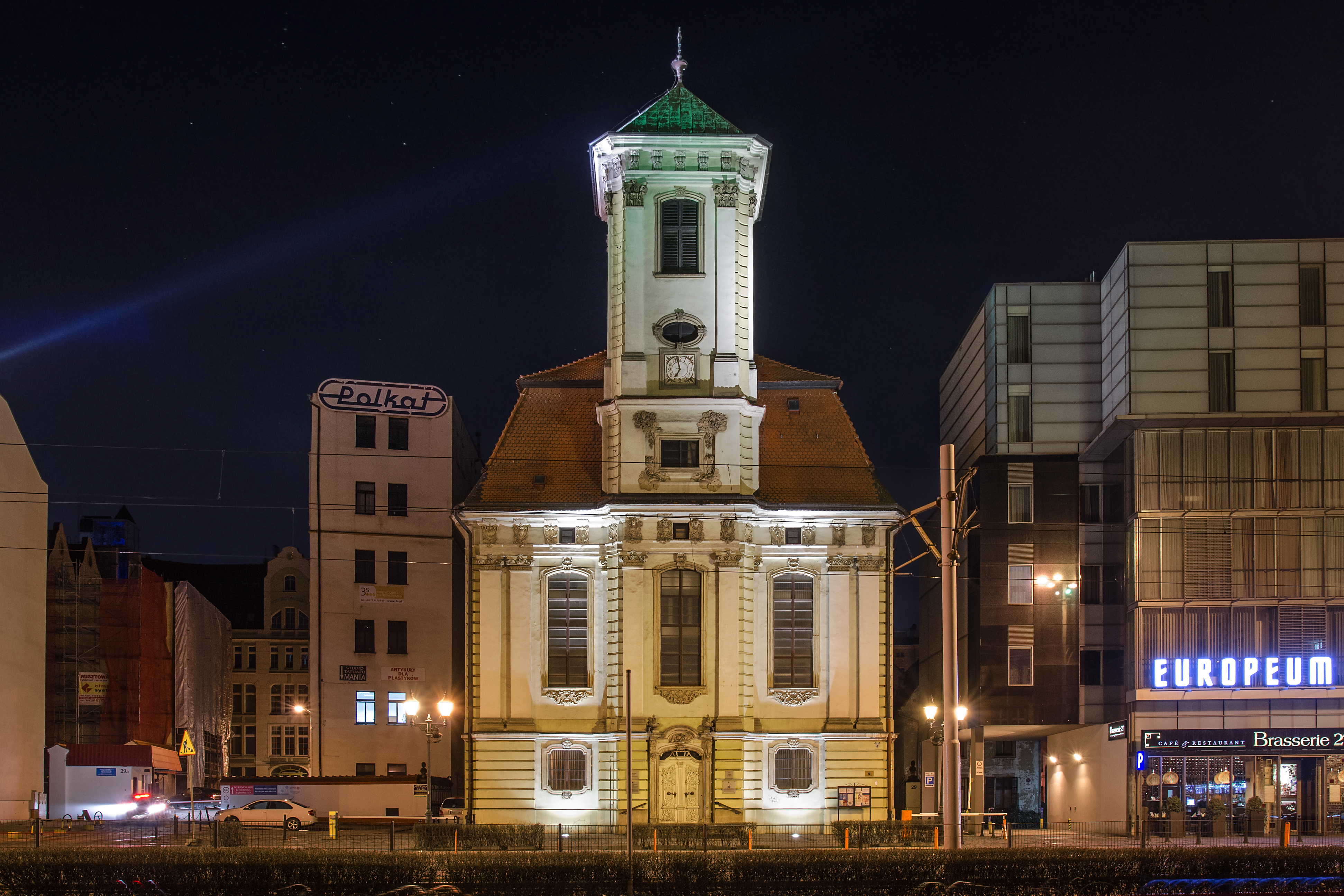
新教教堂
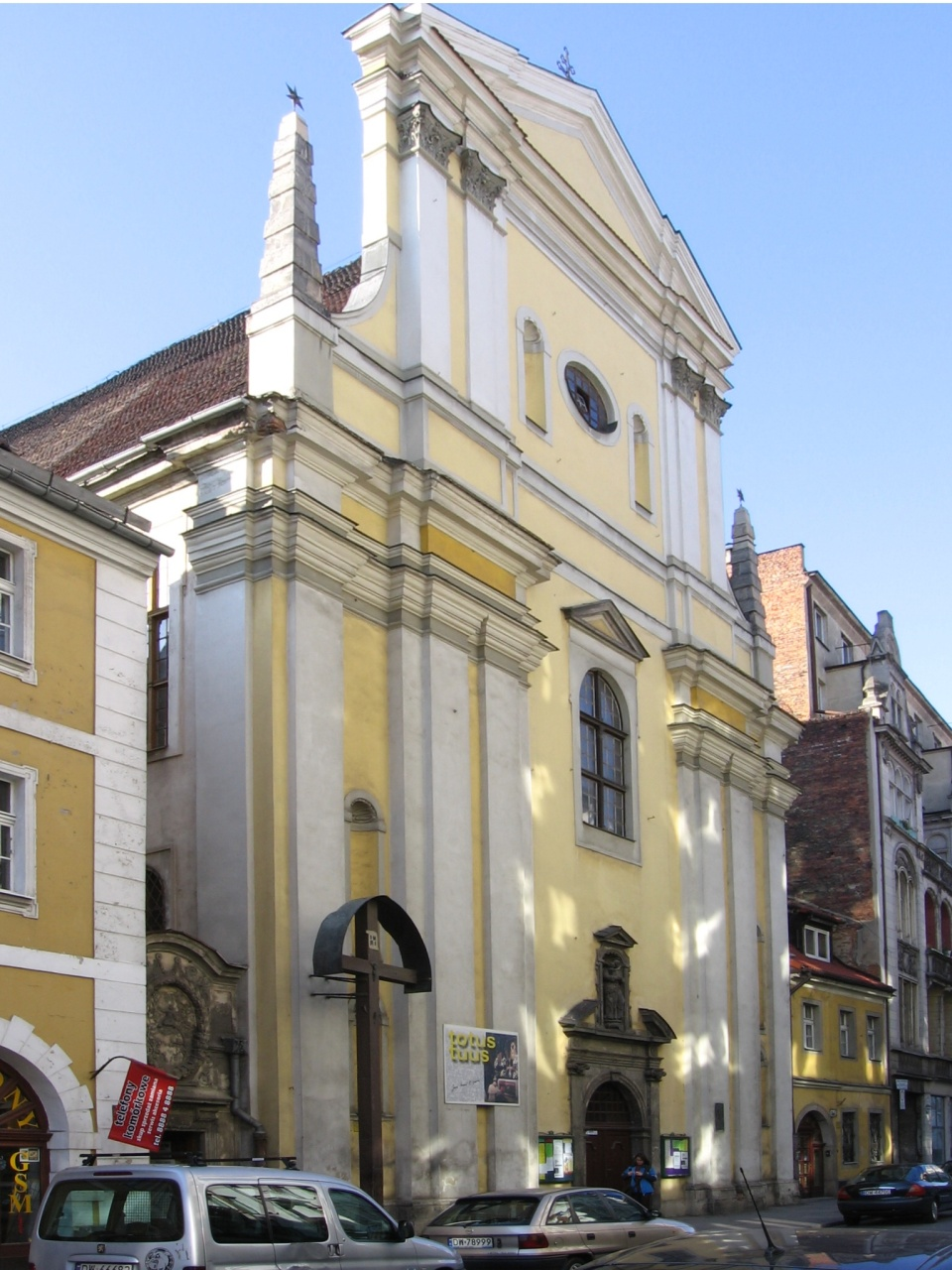
天主教堂
犹太会堂

四个教派的信徒组织共同的慈善活动、儿童教育会议和普世祈祷，以拉近城市的文化和宗教多样性。它是该市的旅游景点之一。
这个街区其他著名的地点还包括水晶星球雕塑、露天霓虹灯画廊、新视野电影院（Wratislavia Tower）、新教教堂附近的弗罗茨瓦夫皇宫、弗罗茨瓦夫犹太社区大楼、犹太教小会堂和历史路径。